# Albert Angel
Pour les articles homonymes, voir Angel.
 (mars 2021).
Albert Angel est un architecte, architecte d’intérieur et designer né à Kinshasa (République démocratique du Congo) le 4 octobre 1974. Spécialisé dans l'hospitality design, il est le co-créateur de la société Kwerk.

## Études et parcours
Au cours de son enfance, sa famille déménage souvent. C’est son père, qui travaille dans les industries du café et du cacao, qui lui transmet très tôt sa passion du design. De sa vie à Kinshasa puis au Cap, il retient « l’injustice et le manque d’infrastructures » et attribue à cette expérience son « ambition de faire mieux ».
En 1996, après avoir obtenu son diplôme d’architecture à l’Université du Cap, il déménage à New York, où il travaille sur le design des musées au sein de l’agence Ralph Appelbaum Associates (en) et des environnements de marque aux côtés du « branding guru » Marc Gobé.
Après ces expériences, il crée en 2005 son propre studio à New York, spécialisé dans l'hospitality, avec l’ambition d'« inventer de véritables expériences immersives et multisensorielles qui révèlent les marques. » Il travaille sur la création de nombreux restaurants, bars et « boutique hôtels » aux États-Unis et en Afrique.

## Création de Kwerk
En 2008, il rencontre Lawrence Knights, avec qui il crée Kwerk en 2015. L’entreprise propose des espaces de travail flexibles haut de gamme, conçus de façon holistique, dont l’ambition est de révolutionner le bien-être au travail grâce à un savoir-faire unique : le wellworking. Depuis, il a déployé le wellworking sur plus de 20 000 mètres carrés dans cinq centres, au cœur des plus beaux quartiers d’affaires de Paris.

## Influences et philosophie
Parmi ses influences, il cite Philippe Starck (« il a su ramener de l’humanité dans le design, tout en le rendant populaire et accessible à plus large public. ») et Ian Schrager (en), cofondateur du Studio 54 et créateur du concept de l'hôtel-boutique.
Dans ses créations transparaît également un fort tropisme pour l’Afrique, où il est né et a vécu. Il est également passionné d’aviation.
Il accorde dans son travail une grande place à la lumière et l’espace, souvent mis en avant dans ses créations par des formes simples et géométriques. Chaque espace est conçu comme une expérience, avec le désir de raconter des histoires au cœur de chaque projet. Ses travaux sont également fortement empreints du feng shui.

## Récompenses et nominations
- 2013 : compétition de construction pour l'Aga Khan Development Network, Mombassa, Kenya : gagnant
- 2018 : Restaurant & Bar Design Awards (en) : finaliste